# Neue Zeitschrift für Musik
La Neue Zeitschrift für Musik, traduït al català com a “Nova Revista de Música”, és una revista musical co-fundada a Leipzig per Robert Schumann l'any 1834, juntament amb el seu professor i futur sogre Friedrich Wieck i el seu amic Ludwig Schunke. El primer número va ser publicat el 3 d'abril de 1834, i d'aleshores ençà l'edició de la revista s'ha mantingut quasi ininterrompudament fins a dia d'avui, ocupant-se de les tendències de la música contemporània.

## Antecedents
Durant gran part del segle xix, l'interès dels compositors no només en la música sinó en el conjunt de les arts fou realment característic. La interrelació entre les arts era comunament reconeguda i, juntament amb aquest gran interès, es desenvolupà una preocupació per les propietats extra-musicals de la música. Això pot, en certa manera, ajudar a explicar l'atracció que visqueren molts compositors de l'època cap a la literatura.
Aquest fou el cas de Robert Schumann. La seva passió precoç per la lectura i l'escriptura, en gran part encoratjada pel seu pare August Schumann, va caracteritzà la seva vida i el distingí clarament. El seu diari i les cartes escrites per ell mateix revelen un estil literari deliberadament cultivat; “El músic culte” - escriu Schumann, - “pot estudiar la Madonna de Rafael, el pintor una simfonia de Mozart, amb igual profit. I encara més: en escultura, l'actor es converteix en una estàtua silenciosa mentre permet a l'escultor donar vida a la seva obra: el pintor transforma un poema en una imatge, el músic estableix una pintura per a la música”. El que fa especialment captivadors als interessos literaris de Schumann és l'estreta associació que la seva ment concebia entre paraula i música. “La música és la manifestació més elevada de la poesia; els àngels parlen en tons, els esperits en versos poètics...Tot compositor és poeta, només al més elevat nivell”
Schumann començà escrivint poesia quan encara era adolescent i continuà al llarg de la seva vida vinculat a la literatura mitjançant la prosa fantàstica, les notes sobre compositors i les crítiques musicals realitzades especialment durant la dècada de 1830 les quals l'encaminaren a fundar la seva pròpia revista musical alemanya als 23 anys, la Neue Zeitschrift für Musik.
Al juny de 1833, Schumann escrigué a la seva mare que els plans ja estaven en marxa per a crear una nova revista musical publicada per Hofmeister: “El seu to i color serà més viu i variat que la resta” Per comprendre la necessitat d'aquest futur periòdic musical i l'interès de Schumann pel projecte, cal reconèixer dins el context de l'època l'estat empobrit de la crítica musical del moment. Gairebé totes les revistes de música més rellevants a Alemanya van ser produïdes per editors de música, entre les quals es troba l'Allgemeine musikalische Zeitung (Diari General de Música) publicat entre 1798 i 1848 per Breitkopf & Härtel. Les obres publicades pels mateixos editors van gaudir de prioritat, i, de manera invariable, rebien crítiques favorables. A més s'acostumava a incloure publicitat de l'editorial. Els crítics van mostrar un gust marcadament conservador i manifestaven poc per recomanar en les composicions de joves compositors. A partir de les ressenyes de les seves pròpies composicions, Schumann experimentà de primera mà els obstacles als quals s'enfrontava un compositor que es desviava de la convenció. Tot això estava a punt de canviar amb la creació d'una revista musical dedicada a les noves tendències musicals.

## Els primers anys de la NZfM
A l'estiu de 1834 el projecte que havia entusiasmat durant tants mesos a Schumann començà a prendre forma tot i els problemes que s'interposaren durant la seva gestació: els costs de finançament, les recaigudes depressives de Schumann i la tria de l'editor, en foren els més rellevants. Des del principi, la dedicació per tirar endavant la revista fou un esforç en equip, un grup de socis finalment format, juntament amb Schumann, per Friederich Wieck, Ludwig Schuncke i Julius Knorr. Per fi, el 3 d'abril de 1834 el primer número de 4 pàgines de llargada va ser publicat amb Julius Knorr com a cap de redacció. Aquest fou el començament del que durant el primer any de vida va ser anomenada la Neue Leipziger Zeitschrift für Music i la qual es publicava dues vegades per setmana.
El rol de Schumann dins la revista va ser extremadament actiu des del principi, ja que amb Wieck limitat pels seus viatges a l'estranger, Knorr incapacitat per la malaltia que patia i Schuncke mancat de destresa suficient per escriure (en paraules del propi Schumann), va veure’s obligat a dedicar tota la seva energia i assumir nombroses responsabilitats. Tot i la seva voluntat, li va ser impossible romandre tot el seu temps a Leipzig per a seguir encapçalant la revista i al desembre d'aquest mateix any, 1834, es va desenvolupar una gran crisi dins l'empresa accentuant així el descontentament de l'editorial, C.H.F Hartmann, que amenaçava amb quedar-se els drets de l'empresa. Aquell mateix mes de desembre, el seu amic i soci Ludwig Schuncke morí de tuberculosi però tot i aquesta gran pèrdua Schumann decidí actuar amb rapidesa davant la imminent dissolució de la publicació. Per a resoldre les disputes amb Hartmann, va comprar els drets de la NZfM per 350 tàlers, va anomenar l'editorial de J.A. Barth com a nova encarregada de la publicació i es convertí així en l'editor i el propietari de la revista, càrrec que mantingué fins al 1844.

## Desenvolupament de la revista (1834-1844)
Sota la direcció de Schumann, el contingut i els objectius musicals de la revista es van enfortir. Durant els primers anys la llista de contribuents que escrivien articles setmana rere setmana va créixer considerablement (Heller, Peter Lyser, Dorn i Töpken entre altres). A més, seguint amb la idea del Davidsbund (La lliga de David) creada per Schumann als seus escrits, alguns d'ells inicialment feren servir pseudònims o xifres per a signar els seus treballs.
Les publicacions originals de Schumann foren molt nombroses especialment durant els primers anys com a propietari. Ell mateix en fou el principal crític (juntament amb Berlioz, els primers compositors dedicats també a la crítica cultural) escrivint assaigs, articles, crítiques musicals, aforismes, referències a escriptors als quals ell admirava, etc., en un estil molt peculiar (influenciat sobretot per Jean Paul Richter, E.T.A Hoffmann) que diferenciava les seves ressenyes de la resta, creant l'aparença no de crítica sinó més aviat de fragment de novel·la o de breu història literària.
La reputació de la revista va fundar-se de mica en mica en les polèmiques que suscitaven les seves ressenyes dins l'entorn artístic de la dècada. El seu llenguatge era entranyable i sincer però a la vegada idealista i poètic. Si bé hi havia qui considerava l'enfocament tant arrogant com extravagant, per a altres, es convertí en la seva principal atracció.
Tot i l'èxit que tingué la NZfM i la seva creixent influència, el nombre de vendes era realment baix si el comparem amb els estàndards actuals. Al 1837, Schumann es dirigia a un club de lectors d'aproximadament 500 persones i mai va arribar a fer fortuna amb la revista. Però l'èxit de la publicació alemanya no es pot mesurar en ventes; va aconseguir establir un nou estàndard per a la crítica musical del moment el qual es mostrava receptiu davant la varietat musical i sincer el les paraules que dedicava a cadascun dels compositors dels quals parlava. La relació de Schumann amb el nou diari musical li proporcionà la fama i el reconeixement que en aquell moment encara no havia assolit com a compositor. Per un costat, aquesta fama fou un desavantatge per a la seva carrera musical, ja que era percebut per a molts com a escriptor i no com a compositor, però, tot i això, la revista li donà l'oportunitat d'entrar en contacte amb altres músics amb els quals esdevingueren relacions d'amistat i inclús d'admiració.
De mica en mica la revista es convertí en una obligació i progressivament anà perdent temps per a escriure amb l'entusiasme, la concentració i la dedicació dels primers anys en els quals mostrà el seu gran talent com a escriptor. La seva reputació com a compositor anava en augment i se sentí frustrat i limitat per les seves obligacions que li impedien dedicar-se plenament a la música. El 30 de maig de 1844, Schumann juntament amb la seva família retornaren a Leipzig després d'un viatge de més de 4 mesos a Rússia. Robert es mostrava ansiós per seguir component i recuperar d'aquesta manera el “temps perdut”. Frustrat, finalment prengué la decisió de resoldre aquesta situació buscant un comprador per a la revista. Al juliol va renunciar formalment als càrrecs, lliurant a Oswald Lorenz la direcció, i Franz Brendel va expressar el seu interès per a comprar els drets. Es disposà tot de tal manera que l'1 de gener de 1845 Brendel es convertí en el nou propietari i editor.

## Format i contingut
Al principi, la Nova Revista de Música es publicava dues vegades per setmana i cada número consistia en quatre pàgines sobre les quals s'imprimien dues columnes de text en cadascuna d'elles. A partir del juliol de 1847, cada número es va incrementar fins a aproximadament vuit pàgines i des de 1851 es publica una vegada per setmana.
El contingut incloïa no només critiques i ressenyes de caràcter musical (de composicions i concerts) sinó també articles sobre la vida musical de les ciutats europees (especialment alemanyes), debats sobre aspectes teòrics i històrics de la música i ocasionalment descripcions biogràfiques de compositors i intèrprets, com també breus relats literaris i poemes. 
Les aportacions de Schumann resulten ambigües; les metàfores, al·lusions i endevinalles són abundants al llarg dels seus versos. Per tal d'expressar opinions divergents sobre l'art, Schumann va recórrer als personatges contrastats del Davidsbund que li serviren de portaveus. Aquest enfocament li permeté allunyar-se dels clixés i a la vegada, crear una forma única d'expressar diferents punts de vista amb un to totalment subjectiu. Els principals protagonistes foren Florestan, qui sovint s'encarregava d'exposar les debilitats de les obres, Eusebius, el qual referenciava els punts forts, i Master Raro encarregat de resumir totes les idees d'una manera més equilibrada. 

## Rellevància i contribució històrica
La NZfM va causar una àmplia influència i jugà un rol important en fer que els alemanys prenguessin consciència del seu patrimoni musical durant el segle xix. També va afavorir les carreres de molts joves músics els noms dels quals van fer-se públics entre les seves pàgines i a qui Schumann dedicava sovint paraules d'admiració. Entre ells Chopin, Henselt, Heller, Hiller, Gade, Bennett i Brahms, a qui Schumann dedicà el seu últim article publicat a la revista NZfM, “Neue Bahnen” (Nous camins Arxivat 2018-01-06 a Wayback Machine., 1853) anys després de la seva renúncia.
Han passat molts anys, gairebé tants com he dedicat anteriorment a l'edició d'aquestes pàgines, és a dir, deu, des que últimament vaig ser escoltat en aquesta revista, tan rica en records per a mi. Moltes vegades, malgrat l'activitat productiva intensa, em sentia estimulat a escriure; Mentrestant, s'han desenvolupat importants talents, sembla que hi ha hagut una nova era musical anunciada per molts joves artistes emergents (...). Seguint els seus progressos amb el màxim interès, vaig tenir la certesa que, d'entre aquests desenvolupaments, de sobte es produiria un destí individual que donaria expressió als temps actuals de la manera més alta i més idònia (...). El seu nom és Johannes Brahms.
Els compositors als quals es refereix Schumann foren contemporanis a ell, músics famosos durant el seu temps i fins i tot els seus propis adversaris dins el món musical. Les seves frases permeten entendre una part important de la vida musical europea de l'època.
Els textos editats sobretot entre els anys 1834 i 1840, han servit també a la musicologia per a respondre o almenys orientar les respostes a preguntes vinculades amb l'ús del terme “música romàntica” i les seves atribucions: Com s'interpretava aquest terme a al llarg del segle XIX? Quina era la resposta dels compositors anomenats “romàntics” davant aquesta categorització? 

Els articles de la revista, la qual es convertí durant aquest període en el referent intel·lectual de les avantguardes musicals (guanyant molts detractors), inclouen nombroses al·lusions al terme “romàntic”. Per exemple, l'article  "Classisch und romantisch", publicat a la Neue Zeitschrift de 1841 per F. A. Gelbcke, proporciona un exemple del tipus d'interpretacions subjectes a aquestes dues categories: 
El classicisme, sosté, ha de ser identificat per la seva preocupació per representar objectes. L'art clàssic és típicament representatiu. L'efecte essencial de l'art romàntic, d'altra banda, és la comunicació del sentiment pur. La música és en essència un art romàntic, i quan s'aparta dels límits de l'expressió del sentiment pur, es torna "defectuosa i insuportable".
Amb el pas dels anys, nombroses personalitats escrigueren per a la revista. Una de les publicacions més polèmiques fetes sota la direcció de Brendel fou l'article antisemita Das Judenthum in der Musik de Richard Wagner amb el pseudònim de K. Freigedank (lliurepensament) dins el volum 33, nº 19 el 3 de setembre de 1850. Això provocà que des del conservatori de Leipzig (Ignaz Moscheles entre altres) es demanés la renúncia de Brendel, ja que l'artícle de Wagner insultava la memòria de Felix Mendelssohn (fundador de la institució acadèmica). La demanda no tingué efecte real i Brendel continuà editant la revista fins a la seva mort l'any 1868.

## NZfM en l'actualitat

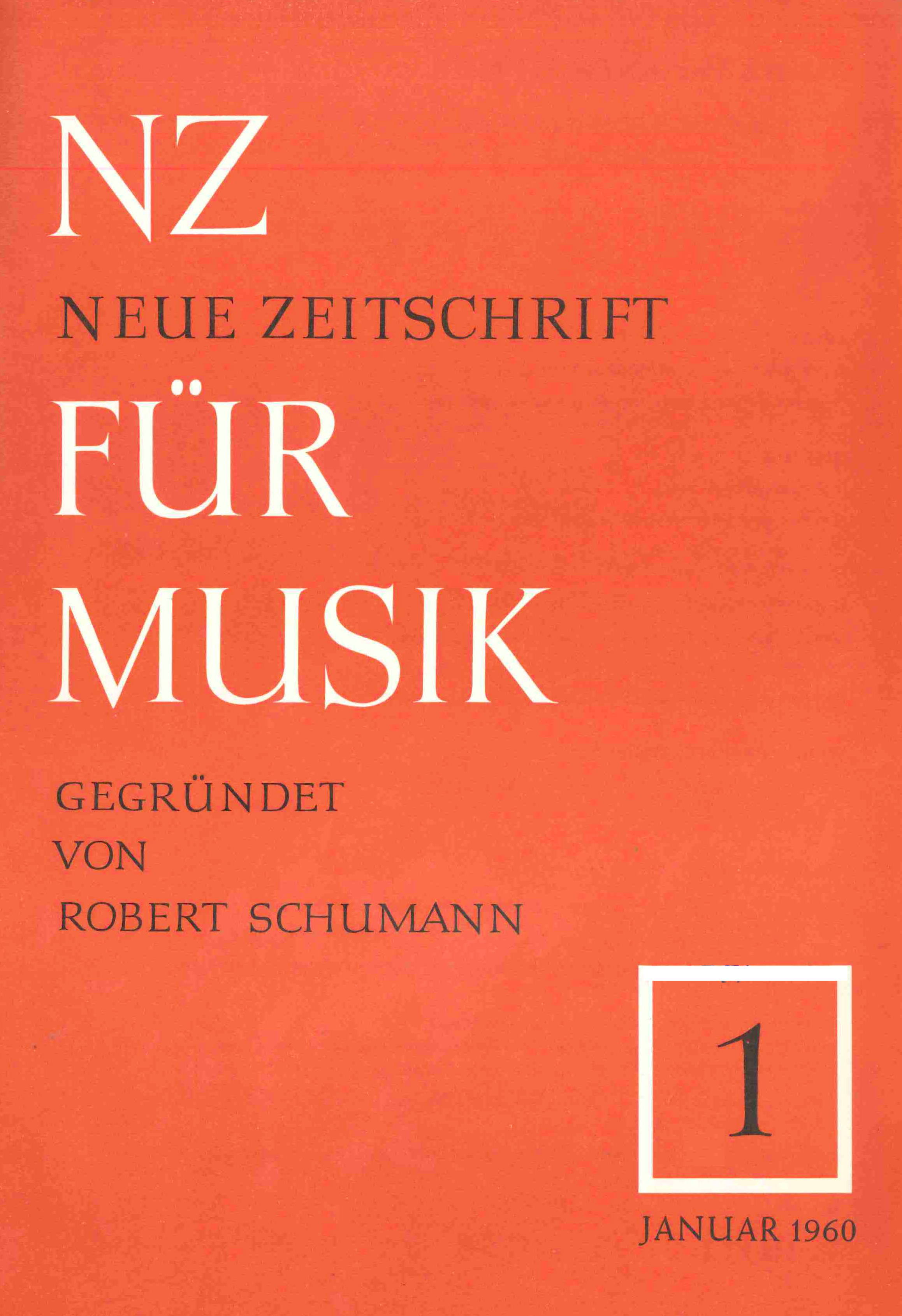

La Neue Zeitschrift für Musik, sota el patrocini d’Schott Music Arxivat 2018-06-23 a Wayback Machine., continua sent un vehicle de periodisme musical actualment dedicat a les tendències contemporànies, el jazz, el pop, el rock l'art sonor i també a les manifestacions històriques de la música. Cada número es focalitza en un tema concret i inclou descripcions dels compositors, debats amb protagonistes de la vida musical contemporània, contribucions analítiques, reportatges, varietat d'assaigs i també ressenyes de CD's i llibres.
Ha estat publicada, a més de l'edició impresa, com a revista digital (App) des de 2014.

### Llibres
- Jansen, E. Frederick (2001). Schumann. Oxford University Press

- Robert Schumann. Schumann on music - A selection from the writings (traducció i anotacions de Henry Pleasants). Dover Publications (NY, 1965)

### Articles
- Sühring P. and Staub A. Neue Zeitschrift für Musik (Leipzig, 1845-1868) (rimp)
- Plantiaga, L. (1966). Schumann's View of "Romantic". Oxford Journals - Oxfords University Press (Jstor)
- de Larrinoa, R. F (2013). Robert Schumann: en el ojo del huracán del romanticismo. (Bustena Wordpress)